# Хорват, Аттила
Аттила Хорват (венг. Horváth Attila; 28 июля 1967, Кёсег — 13 ноября 2020, Сомбатхей) — венгерский легкоатлет, специалист по метанию диска. Выступал за сборную Венгрии по лёгкой атлетике в 1985—1999 годах, обладатель бронзовой медали чемпионата мира, бронзовый призёр Игр доброй воли, многократный победитель и призёр первенств национального значения, участник двух летних Олимпийских игр.

## Биография
Аттила Хорват родился 28 июля 1967 года в городе Кёсег, Венгрия.
Впервые заявил о себе в лёгкой атлетике на международном уровне в сезоне 1985 года, когда вошёл в состав венгерской национальной сборной и выступил на юниорском европейском первенстве в Котбусе — превзошёл всех своих соперников в метании диска и завоевал золотую медаль.
В 1986 году в той же дисциплине занял пятое место на впервые проводившемся юниорском мировом первенстве в Афинах.
В 1987 году впервые одержал победу на чемпионате Венгрии в метании диска.
В 1990 году с результатом 62,08 стал восьмым на чемпионате Европы в Сплите. Начиная с этого сезона в течение семи лет неизменно выигрывал венгерский национальный чемпионат, утвердившись в статусе лучшего в стране дискобола.
Одним из самых успешных сезонов в спортивной картере Хорвата оказался сезон 1991 года, когда помимо победы в национальном чемпионате он также был лучшим на Кубке Европы во Франкфурте (65,24) и завоевал бронзовую награду на чемпионате мира в Токио (65,32).
Благодаря череде удачных выступлений удостоился права защищать честь страны на летних Олимпийских играх 1992 года в Барселоне — в финале метания диска показал результат 62,82 метра, расположившись в итоговом протоколе соревнований на пятой строке.
В июне 1994 года на домашних соревнованиях в Будапеште установил свой личный рекорд — 68,58 метра. Помимо этого, занял пятое место на чемпионате Европы в Хельсинки (63,60) и взял бронзу на Играх доброй воли в Санкт-Петербурге. По итогам сезона был признан лучшим легкоатлетом Венгрии.
В 1995 году стал четвёртым на чемпионате мира в Гётеборге (65,72).
Находясь в числе лидеров венгерской легкоатлетической команды, благополучно прошёл отбор на Олимпийские игры 1996 года в Атланте — на сей раз с результатом 62,28 закрыл в финале десятку сильнейших.
После атлантской Олимпиады Хорват остался действующим спортсменом на ещё один олимпийский цикл и продолжил принимать участие в крупнейших международных стартах. Так, в 1997 году он отметился выступлением на чемпионате мира в Афинах, где показал результат 57,72 и в финал не вышел.
В 1999 году участвовал в чемпионате мира в Севилье (56,83).
Завершил спортивную карьеру по окончании сезона 2001 года.
Умер от осложнений COVID-19 13 ноября 2020 года в Сомбатхее в возрасте 53 лет.